# Беверли-Хиллз, 90210
«Беверли-Хиллз, 90210» (англ. Beverly Hills, 90210) — американский молодёжный телесериал, повествующий о брате с сестрой из семейства Уолш, оказавшихся в мире золотой молодёжи в лос-анджелесском районе Беверли-Хиллз, один из 5 почтовых индексов которого — 90210 (читается как «девяносто двести десять»). Премьера сериала состоялась 4 октября 1990 года, а последний эпизод вышел в эфир 17 мая 2000 года на канале «Fox». Продюсированием занималась компания «Spelling Television». «Беверли-Хиллз, 90210» — первый сериал во франшизе, насчитывающей 6 шоу: «Мелроуз-Плейс» (1992), «Агентство моделей» (1994), «90210: Новое поколение» (2008), «Мелроуз-Плейс» (2009) и «БХ90210» (2019). Автор сериала — Даррен Стар, продюсеры — Пол Робинсон, Аарон Спеллинг и Дюк Винсент.
В первых сезонах в центре внимания оказываются близнецы Брендон (Джейсон Пристли) и Бренда (Шеннен Доэрти) Уолш, испытывавшие «культурный шок» после переезда из Миннеаполиса в яркий Лос-Анджелес. Кроме типичных подростковых проблем, связанных с вопросами дружбы и любви, сериал также затрагивал такие важные социальные проблемы, как изнасилования, алкоголизм, домашнее насилие, антисемитизм, наркозависимость, булимия, СПИД, аборты, подростковый суицид, подростковая беременность, воспитание ребёнка в однополой семье, права геев и др.
Сериал стал невероятно популярным во время показа шоу летом 1991 года, когда канал начал так называемый «летний сезон», в то время как большинство транслируемых шоу в летний период — повтор старых эпизодов. Следующей осенью сериал стал одним из самых рейтинговых шоу канала «Fox», сделав Джейсона Пристли и Люка Перри кумирами миллионов во всём мире, а также прославив актрис Шеннен Доэрти, Дженни Гарт и Тори Спеллинг, также ставших любимицами подростков. Несмотря на это, основной состав сериала неоднократно менялся на протяжении 10 лет показа. Гарт, Спеллинг, Иан Зиринг и Брайан Остин Грин — единственные актёры, не покидавшие сериал.

## Сюжет

### Школьные годы
За основу сюжета взята история семьи Уолш, которые на протяжении первых сезонов были центральными персонажами. Супружеская пара Джим и Синди переезжает вместе со своими двумя детьми — близнецами Брендой и Брендоном — из северного штата Миннесота в жаркий Беверли-Хиллз в Калифорнии. Семья испытывает некий культурный шок, и первый сезон рассказывает об адаптации героев на новом месте. В первую очередь, это сложно для детей — их окружают избалованные подростки, сыновья и дочери богатых и знаменитых людей. Младшие Уолши просто очарованы яркой жизнью большого города, но скоро жёсткая реальность возвращает их на землю. Несмотря на лёгкий, подростковый характер сериала в нём, тем не менее, затрагивались многие злободневные темы: недостаток внимания со стороны родителей; первый сексуальный опыт; изнасилования на свидании; ранний алкоголизм; жульничество на контрольных; проблема СПИДа и подростковой беременности; расовое неравноправие; богатство и слава. Джим и Синди также сталкиваются со своими проблемами — Бренда стесняется своей матери, а в отношениях Джима и Синди назревает кризис, который чуть было не привёл к измене. К тому же, Синди переживает из-за того, что Джим хочет завести домработницу.
Во втором и третьем сезонах — рассказывающих о последнем годе обучения младших Уолшей и их друзей в школе Западного Беверли-Хиллз — герои также пытаются найти правильный выход из трудных ситуаций. Брендон понимает, что ничего не даётся бесплатно, когда начинает работать в Пляжном клубе, а местный богач предлагает ему покровительство, при этом преследуя корыстные цели. Герои впервые сталкиваются со смертью, когда из-за трагической случайности погибает Скотт Скэнлон, лучший друг Дэвида Сильвера. Также герои учатся проявлять сострадание и помогать ближним.

### Колледж
Эпизоды, выходившие в рамках четвёртого, пятого, шестого и седьмого сезонов, рассказывают о годах обучения в Калифорнийском университете. В этот период каждый пытается понять, чего хочет добиться в жизни. Бренда выбирает путь театральной актрисы; Брендон возвращается в журналистику и увлекается политикой; Андреа занимается медициной; Дэвид посвящает себя музыке, а Донна увлекается модой, что вдохновляет её на создание собственной линии одежды. Между тем, проблемы становятся более серьёзными, так как герои отправляются в свободное плавание, начав самостоятельную жизнь. Кроме того, повествование переместилось с семьи Уолш на остальных молодых персонажей — Келли, Брендона, Дилана, Донну, Стива и других, так как к тому времени актёры, исполнявшие роли Джима, Синди и Бренды Уолш, ушли из сериала. В качестве замены Бренде в шоу была введена героиня Вэлори Мэлоун, вокруг которой строилось большинство сюжетных интриг — в сериале она представлена скорее как антигерой, которому хотелось просто сочувствовать.

### Взрослая жизнь
Последние три сезона рассказывали больше о личных завоеваниях персонажей — как романтических, так и профессиональных. Брендон и Стив открывают свою газету, а Келли и Донна — магазин модной одежды. Персонажи Андреа и Вэлори к тому времени покинули сериал, а Дилан вернулся в 9-м сезоне. Также после ухода Вэлори зрителей знакомят с двоюродной сестрой Донны Мартин, фигуристкой Джиной Кинкейд, которая оказывается сводной сестрой Донны по линии отца. Кроме того, в сериале появляются новые персонажи — сын миллионера Ноа Хантер; сотрудница газеты Стива и Брендона, Джанет, на которой позже женится Стив, и у пары появляется дочь Мэдди; и, наконец, адвокат Мэтт Дёрнинг, с которым была обручена Келли.
В последнем эпизоде сериала, закончившегося долгожданной свадьбой Донны и Дэвида, в эпизодах вернулись герои Брендона, Андреа, Вэлори, а также несколько второстепенных персонажей. Также должны были вернуться герои Джима и Синди Уолш, однако в финале сериала их нет.

## Актёрский состав
| Основной состав      | Основной состав | Основной состав | Основной состав      | Основной состав |
| Актёр                | Персонаж        | Сезоны          | Годы                 | Кол-во эпизодов |
| -------------------- | --------------- | --------------- | -------------------- | --------------- |
| Джейсон Пристли      | Брендон Уолш    | 1-9             | 1990-1998            | 245 эпизодов    |
| Шеннен Доэрти †      | Бренда Уолш     | 1-4             | 1990-1994            | 111 эпизодов    |
| Дженни Гарт          | Келли Тейлор    | 1-10            | 1990-2000            | 292 эпизода     |
| Иан Зиринг           | Стив Сандерс    | 1-10            | 1990-2000            | 292 эпизода     |
| Габриель Картерис    | Андреа Цукерман | 1-5             | 1990-1995            | 145 эпизодов    |
| Люк Перри †          | Дилан МакКей    | 1-6; 9-10       | 1990-1995; 1998—2000 | 199 эпизодов    |
| Брайан Остин Грин    | Дэвид Сильвер   | 1-10            | 1990-2000            | 292 эпизода     |
| Дуглас Эмерсон       | Скотт Скэнлон   | 1-2             | 1990-1991            | 26 эпизодов     |
| Тори Спеллинг        | Донна Мартин    | 1-10            | 1990-2000            | 292 эпизода     |
| Кэрол Поттер         | Синди Уолш      | 1-5             | 1990-1995            | 144 эпизода     |
| Джеймс Экхаус        | Джим Уолш       | 1-5             | 1990-1995            | 143 эпизода     |
| Джо И. Тата †        | Нэт Буссиччио   | 1-10            | 1990-2000            | 238 эпизодов    |
| Марк Деймон Эспиноса | Джесси Васкес   | 4-5             | 1994-1995            | 47 эпизодов     |
| Кэтлин Робертсон     | Клэр Арнольд    | 5-7             | 1994-1997            | 99 эпизодов     |
| Тиффани-Амбер Тиссен | Валери Мэлоун   | 5-9             | 1994-1998            | 136 эпизодов    |
| Джейми Уолтерс       | Рэй Пруитт      | 5-6             | 1994-1996            | 39 эпизодов     |
| Хилари Суонк         | Карли Рейнолдс  | 8               | 1997-1998            | 16 эпизодов     |
| Винсент Янг          | Ноа Хантер      | 8-10            | 1997-2000            | 85 эпизодов     |
| Линдсей Прайс        | Джанет Сосна    | 8-10            | 1997-2000            | 71 эпизод       |
| Дэниэл Косгроув      | Мэтт Дёрнинг    | 9-10            | 1998-2000            | 50 эпизодов     |
| Ванесса Марсел       | Джина Кинкейд   | 9-10            | 1998-2000            | 37 эпизодов     |

| Второстепенные персонажи | Второстепенные персонажи | Второстепенные персонажи | Второстепенные персонажи | Второстепенные персонажи | Второстепенные персонажи |
| Актёр                    | Персонаж                 | Сезоны                   | Годы                     | Кол-во эпизодов          |                          |
| ------------------------ | ------------------------ | ------------------------ | ------------------------ | ------------------------ | ------------------------ |
| Мери Кросби              | Клаудия Ван Айк          | Сезон 6                  | 1995-1996                | 3 эпизода                |                          |
| Трэвис Уэстер            | Остин Сандерс            | Сезоны 6-7               | 1996-1997                | 6 эпизодов               |                          |
| Брюс Томас               | Карл Шмидт               | Сезоны 6-9               | 1996-1998                | 4 эпизода                |                          |
| Грег Воган               | Клифф Йегер              | Сезон 7                  | 1996-1997                | 6 эпизодов               |                          |
| Далтон Джеймс            | Марк Риз                 | Сезон 7                  | 1996-1997                | 12 эпизодов              |                          |
| Джилл Новак              | Трейси Гейлиан           | Сезоны 7-8               | 1996-1997                | 23 эпизода               |                          |
| Мишель Филлипс           | Эбби Мэлоун              | Сезоны 7-9               | 1997-1998                | 9 эпизодов               |                          |
| Гордон Томсон            | Мистер Пэриш             | Сезон 8                  | 1997                     | 2 эпизода                |                          |
| Джессика Альба           | ЛиЭнн                    | Сезон 8                  | 1998                     | 2 эпизода                |                          |
| Энджел Борис Рид         | Эмма Бэннет              | Сезон 8                  | 1997-1998                | 5 эпизодов               |                          |
| Винсент Иризарри         | Риггз                    | Сезон 8                  | 1997                     | 3 эпизода                |                          |
| Дэниел Дэ Ким            | Доктор Старла            | Сезон 8                  | 1997                     | 2 эпизода                |                          |
| Майкл Трукко             | Джош Хантер              | Сезон 8                  | 1998                     | 3 эпизода                |                          |
| Лора Лейтон              | Софи Бёрнс               | Сезон 9                  | 1998                     | 6 эпизодов               |                          |
| Рэй Уайз                 | Дэниэл Хантер            | Сезон 9                  | 1998                     | 2 эпизода                |                          |
| Сидни Пэнни              | Джози Оливер             | Сезон 10                 | 2000                     | 4 эпизода                |                          |
| Шон Кристиан             | Уэйн                     | Сезон 10                 | 1999                     | 5 эпизодов               |                          |
| Джози Дэвис              | Камилла Дэсмонд          | Сезон 10                 | 2000                     | 10 эпизодов              |                          |

| Эпизодические роли | Эпизодические роли    | Эпизодические роли | Эпизодические роли                             | Эпизодические роли | Эпизодические роли |
| Актёр              | Персонаж              | Год                | Название эпизода                               | Примечания         |                    |
| ------------------ | --------------------- | ------------------ | ---------------------------------------------- | ------------------ | ------------------ |
| Максвелл Колфилд   | Джейсон Крофт         | 1990               | 1x01 «Pilot (Class Of Beverly Hills)»          |                    |                    |
| Мэттью Перри †     | Роджер Азарьян        | 1991               | 1x18 «April Is The Cruelest Month»             |                    |                    |
| Николас Костер †   | Джордж Азарьян        | 1991               | 1x18 «April Is The Cruelest Month»             |                    |                    |
| Люси Лью           | Кортни                | 1991               | 2x06 «Pass, Not Pass»                          |                    |                    |
| Вивика Фокс        | Чериз Эш              | 1991               | 2x09 «Ashes To Ashes»                          |                    |                    |
| Гордон Карри       | Бобби Уолш            | 1991               | 2x11 «Leading From The Heart»                  |                    |                    |
| Гэбриел Махт       | Тэл Уивер             | 1991               | 2x11 «Leading From The Heart»                  |                    |                    |
| Лэйни Казан        | Роуз Цукерман         | 1991               | 2x12 «Down & Out Of District In Beverly Hills» |                    |                    |
| Мико Хьюз          | Чаки в детстве        | 1991               | 2x17 «Chuckie’s Back»                          |                    |                    |
| Габриэль Анвар     | Триша Кинни           | 1992               | 2x19 «Fire & Ice»                              |                    |                    |
| Мишель Никастро †  | Бренди                | 1992               | 2x26 «Things To Do On A Rainy Day»             |                    |                    |
| Дэвид Аркетт       | Деннис «Дизель» Стоун | 1992               | 3x14 «Wild Horses»                             |                    |                    |
| Сет Грин           | Уэйн                  | 1993               | 3x17 «The Game Is Chicken»                     |                    |                    |
| Ева Лонгория       | Стюардесса            | 2000               | 10x19 «I Will Be Your Father Figure»           |                    |                    |
| Бёрт Рейнольдс †   | Играет самого себя    | 1993               | 3x26 «She Came In Through The Bathroom Window» |                    |                    |
| Рози О’Доннелл     | Играет саму себя      | 1992               | 3x12 «Destiny Rides Again»                     |                    |                    |

### Основной состав
Восемнадцатилетняя Дженни Гарт сыграла избалованную богатую девочку Келли Тейлор, у которой, как оказалось, свои проблемы, среди которых репутация доступной девушки, а также мать наркоманка и алкоголичка. Именно с исполнительницы этой роли и начались поиски актёров. После беседы со Спеллингом, Гарт вышла на улицу и заметила, как Спеллинг наблюдает за ней из окна, а потом кричит ей: «Хорошая работа, малышка!» — в этот момент актриса поняла, что она получила роль в сериале. Карен Розин говорит: «Келли Тейлор была стереотипной стервой в самом начале, но сама Дженни была милейшей девочкой — именно благодаря этому её персонаж, в конце концов, изменился».
Пробы на роль Келли также проходила и Тори Спеллинг под псевдонимом Ториа Митчелл (англ. Toria Mitchell) — девушка не хотела рассчитывать на успех только из-за того, что её отец знаменитый продюсер — до этого она снялась во многих проектах отца в эпизодических ролях. Джоанна Рей говорит, что съёмочной площадке приходилось делать вид, что они не знают, кто перед ними на самом деле. В итоге, шестнадцатилетняя Тори получила роль Донны Мартин, тихой подруги Келли.
Следующим роль получил Брайан Остин Грин — ему досталась роль ученика младших классов, музыканта, поэта и композитора Дэвида Сильвера, влюблённого в Келли и мечтающего подружиться со Стивом. Джоанна Рей отмечает, что она была «просто потрясена тем, как играет этот мальчик». Иан Зиринг, претендовавший изначально на роль Брендона, сыграл Стива Сандерса — типичного представителя «золотой молодёжи», сына знаменитой актрисы, бывшего парня Келли и нового лучшего друга Брендона. 
Габриель Картерис сыграла редактора школьной газеты, одну из лучших учениц, скрывающей свой домашний адрес, чтобы учиться  в Западном Беверли. Андреа влюбляется в Брендона и быстро находит общий язык с его сестрой Брендой, Келли и остальными ребятами. Джоанна Рей признаёт, что Картерис действительно выглядит старше, «но, наверное, только на экране — в жизни она была похожа на девочку-школьницу». Первоначально актриса Картерис пробовалась на роль Бренды Уолш. 
Картерис покинула сериал в конце пятого сезона. Сценаристы построили сюжет с Андреа таким образом, чтобы скрыть беременность самой актрисы: Андреа выходит замуж за бармена Джесси, которого едва знает — вскоре у них родилась дочь Ханна, а затем семья уезжает из Калифорнии, чтобы Андреа продолжила учёбу в Йеле. После окончания срока действия пятилетнего контракта актриса покинула сериал ради съёмок собственного ток-шоу «Габриэль», которое продержалось в эфире всего один сезон. Актриса возвращалась в сериал в качестве приглашённой звезды в шестом, восьмом и десятом сезонах.
К апрелю 1990 года после двух месяцев непрекращающегося кастинга весь актёрский состав был подобран за исключением двух центральных персонажей — Брендона и Бренды Уолш, и проект оказался на грани закрытия. В этот момент Тори Спеллинг буквально спасла положение — она рекомендовала отцу обратить внимание на юную Шеннен Доэрти, которую увидела в фильме «Смертельное влечение» — после прослушивания актрисы Спеллинг понял, что нашёл главную героиню Бренду Уолш, свободолюбивую девушку, часто поступающую наперекор родителям и общественному мнению. Первое время жизнь в Беверли-Хиллз ослепляет Бренду, но позже девушка понимает, что у всего есть оборотная сторона. Сама актриса была ветераном телевидения, снимаясь в различных семейных шоу с шести лет. Уже тогда в агентстве по поиску талантов заметили, что с ней «не так просто работать». В конце четвёртого сезона руководство «Беверли-Хиллз, 90210» приняло решение об увольнении Шеннен Доэрти. Оно далось боссам с трудом, однако атмосфера на съёмочной площадке оставляла желать лучшего, так как актриса часто ругалась со своими коллегами, опаздывала на съёмки, а также вела образ жизни, который мог навредить репутации сериала. Когда встал вопрос о продлении первоначального четырёхлетнего контракта с актёрами, Аарон Спеллинг решил прекратить работу с Доэрти, и актриса ушла. Через несколько лет Доэрти получила одну из главных ролей — ведьмы Прю Холливелл — в новом сериале Спеллинга «Зачарованные». В 2008 года актриса вернулась к роли Бренды, когда канал The CW запустил спин-офф «90210: Новое поколение» — премьера первого эпизода с участием Доэрти состоялась 2 сентября 2008 года (всего она снялась с 7 сериях). А в 2019 году актриса вновь появилась во франшизе, сыграв саму себя в мета-комедии «БХ90210». В 2024 году Шеннен Доэрти умерла от рака груди.
Тори Спеллинг также обратила внимание отца на Джейсона Пристли, когда тот снимался в ситкоме «Сестра Кейт» — пробы проходили за неделю до начала основных съёмок пилотного эпизода. Так актёр получил роль Брендона Уолша — главного героя сериала. Брендон переезжает с семьёй из Миннесоты и быстро заводит новых друзей. Брендон — довольно прямолинейный молодой человек с чёткими взглядами и твёрдой моральной позицией. Джейсон Пристли покинул шоу в начале девятого сезона, хотя оставался его исполнительным продюсером до самого конца. Единственное появление актёра — в финале сериала на свадебном видео Дэвида и Донны. Брендон был последним представителем семьи Уолш, покинувшим сериал — они были центральными персонажами сериала на протяжении первых четырёх сезонов. 
Одним из важнейших решений, принятых сценаристами, стало появление в шоу нового провокационного персонажа — крутого антигероя Дилана МакКея. Чарльз Розин говорит: «Нам нужен был нетипичиный антагонист, плохой мальчик». Также Чарльз добавляет, что, несмотря на слухи, что персонажа назвали в честь певца Боба Дилана, герой получил своё имя в честь актёра Мэтта Диллона. Однако перед съёмочной группой вновь возникла кастинговая проблема. «Мы хотели показать, насколько умён этот персонаж, поэтому написали монолог, в котором Дилан говорит с кем-то по-французски», — рассказывает Розин. По словам Розина, они прослушали двадцать актёров, перед тем как увидели выступление 24-летнего рабочего Люка Перри, которому в итоге и досталась роль «бунтовщика без причины» Дилана, с которым подружился Брендон. К несчастью, злоключения съёмочной группы на этом не закончились — по словам Джоанны Рей, вскоре после кастинга к ней в офис зашёл один из руководителей канала и сказал: «Это как раз то, что я не хочу видеть», показывая фотографию Перри. В итоге, канал отказался выплачивать зарплату Люку Перри, если он будет сниматься в шоу. Тогда Аарон Спеллинг обязался сам выплатить зарплату актёру, так как он был уверен, что молодой Люк Перри станет звездой шоу. По воспоминаниям Ренди Спеллинга, Аарон сказал: «Перри — харизматичный парень, в чём-то похожий на Джеймса Дина», хотя персонаже должен был появиться всего в двух эпизодах первого сезона.
Как и многие актёры, покинувшие сериал, Люк Перри решил пробиться в большое кино. Он покинул сериал в середине шестого сезона. Актёр утверждал, что качество сценария резко упало, в частности сюжетные линии с его героем стали слишком надуманными, «смехотворными». Несколько лет спустя, в середине девятого сезона, Перри возвращается в сериал исходя из материальных соображений.
Джеймс Экхаус сыграл роль главы семейств Уолшей — требовательного, но справедливого Джима Уолша, а роль Синди Уолш, его жены, досталась актрисе Кэрол Поттер. Экхаус и Поттер покинули шоу в конце пятого сезона после окончания срока действия их пятилетнего контракта. На протяжении этих лет Джим и Синди были второстепенными персонажами, дававшими советы своим детям и их друзьям. Очень редко у героев появлялись свои интересные сюжетные линии. А с началом «студенческих лет» герои были задвинуты далеко на второй план, в то время как шоу приобретало всё большую схожесть с молодёжными «мыльными операми», а молодые герои росли и больше не нуждались в присмотре родителей. После своего ухода актёры появлялись в сериале в качестве приглашённых звёзд в шестом, седьмом и восьмом сезонах. Забавно, но, хотя все герои из семейства Уолш исчезли из сериала, их дом продолжал играть значительную роль в дальнейшем развитии сюжета.
Все десять актёров были членами основного состава на протяжении первых четырёх лет неизменно в этом составе.
Джо И. Тата сыграл роль Нэта Буссиччио, старшего товарища ребят, а также начальника Брендона — юноша начинает работать официантом в кафе Нэта под названием «Персиковая косточка». Хотя в сериале актёр с первого сезона, он вошёл в основной состав лишь в шестом. 
Дугласу Эмерсону досталась роль чудаковатого лучшего друга Дэвида, Скотта Скэнлона — актёр был членом основного состава в первом сезоне, а во втором вернулся в качестве приглашённой звезды. Эмерсон навсегда оставил актёрскую карьеру и в 1996 году присоединился к военно-воздушных силам США. Cейчас Эмерсон живёт вместе со своей женой Эмили и двумя дочерьми в штате Колорадо.
Тиффани-Эмбер Тиссен вошла в основной состав шоу в пятом сезоне в качестве замены Шеннен Доэрти — актриса сыграла роль Вэлери Мэлоун, испорченной девчонки из Буффало, которая позже создаст множество интриг в сюжете сериала. Актриса была членом основного состава вплоть до своего ухода в середине девятого сезона. Тиффани-Амбер Тиссен покинула сериал вслед за Джейсоном Пристли, появившись в последней серии шоу — на свадьбе Дэвида и Донны. Предположительно, всё это время её героиня Вэлери Мэлоун находилась в своём родном Буффало, откуда приехала к Уолшам в начале пятого сезона.
Кэтлин Робертсон появилась в сериале в роли Клэр Арнольд, дочери ректора Университета Калифорнии, ещё в четвёртом сезоне, но вошла в основной состав в пятом — в этом статусе она снималась вплоть до своего ухода в конце седьмого сезона. Незадолго до окончания съёмок седьмого сезона в 1997 году Кэтлин Робертсон так прокомментировала своё решение об уходе: «До съёмок в „Беверли-Хиллз, 90210“, продлившихся три года, я была занята в команде канадского сериала под названием „Странная семейка“ (англ. Maniac Mansion), на съёмки в котором также ушло три года. Теперь я отчётливо понимаю, что больше не хочу сниматься в телевизионных сериалах. Сейчас я занята на съёмках фильма „Нигде“, а в ближайшем будущем мне бы хотелось посвятить себя работе в независимом кино, исполнить удивительные и запоминающиеся роли… Это мой последний год в сериале. Мой контракт закончился, и сейчас я собираюсь заняться съёмками в большом кино».
Музыкант Джейми Уолтерс сыграл Рэя Пруитта, возлюбленного Донны, в пятом и шестом сезонах в статусе актёра основного состава. В интервью для канала MTV Джейми Уолтерс сказал, что Рэй Пруит сильно влияет на его карьеру певца, причём самым отрицательным образом. С тех пор как Рэй превратился в одержимого маньяка, девушки стали приходить на его концерты с плакатами «Прекрати обижать Донну!». Тогда Джейми решил, что, если поведение Рэя не изменится, он покинет сериал.
Марк Дэймон Эспиноса, появившийся в четвёртом сезоне в роли бармена-юриста Джесси Васкеса, от которого Андреа родила дочь Ханну, вошёл в пятом сезоне в основной состав, а по окончании года вместе с Картерис покинул шоу.
Хилари Суонк снялась в восьмом сезоне в роли матери-одиночки Карли Рейнольдс, у Суонк был контракт всего на 16 эпизодов для восьмого сезона. Причина, по которой он не был продлён, — отсутствие интереса публики к героине актрисы, поэтому мать-одиночку Карли Рейнольдс пришлось вывести из шоу. Винить остаётся только сценаристов, создавших слишком слабую и неинтересную сюжетную линию героини. Винсент Янг также присоединился к актёрскому состав в восьмом сезоне. 
Ванесса Марсел снялась в сериале в роли фигуристки Джины Кинкей. Она покинула шоу в конце 10 сезона. По сюжету героиня актрисы уезжает в Нью-Йорк после смерти своего отца. По официальной версии актриса покинула сериал ради участия в других проектах. Дэниэл Косгроув исполнил роль адвоката Мэтта Дёрнинга, соответственно, он также вошёл в основной состав шоу в 9-10 сезонах.
Линдсей Прайс, сыгравшая журналистку Джанет Сосна в восьмом сезоне, получила повышение и вошла в основной состав в девятом сезоне — в этом статусе она снималась вплоть до закрытия шоу.

### Приглашённые звёзды
Максвелл Колфилд сыграл в пилотном эпизода молодого мужчину по имени Джейсон Крофт, с которым Бренда начинает встречаться, скрывая, что она школьница. Мэттью Перри и Николас Костер исполнили роли эмоционально-нестабильного юноши Роджера и его успешного отца Джорджа, соответственно. Энн Джиллеспи досталась роль матери-алкоголички Келли Тейлор, которая срывает школьный показ мод «Моя мама и Я». Дэниз Доус досталась роль директора школы, миссис Ивон Тизли.
Второй сезон представил зрителям родителей других персонажей: Кристин Бэлфорд сыграла Саманту Сандерс, звезду телесериала «Дом Хартли» и мать Стива; Кэтрин Кэннон исполнила роль Фелиции Мартин — строгой матери Донны, а Стефани Бичем воплотила образ продвинутой матери Дилана, Айрис МакКей, живущей на Гавайях. Джош Тейлор сыграл отца Дилана, бизнесмена Джека МакКея, а Мэттью Лоуренс — дантиста Мэла Сильвера, отца-ловеласа Дэвида. Лэйни Казан сыграла бабушку Андреа Цукерман, оказавшейся втянутой в конфликт Андреа и родителей. Энди Хирш исполнил роль Джона Гриффина, активиста школьной газеты, мечтающего пригласить Андреа на свидание. Грант Шоу появился в роли Джейка Хэнсона — молодого мужчины, у которого начинается роман с Келли Тейлор. Джеймс Пикенс-Младший сыграл руководителя пляжного клуба, любителя мыльных опера Генри Томаса, а Кристин Элис досталась роль яркой бунтарки Эмили Валентайн, влюбившейся в Брендона и чуть было не спалившей его дом.
В третьем сезоне зрителей знакомят с младшей сестрой Скотта Скэнлона, проблемной Сью, влюбившейся в Дэвида — её роль сыграла актриса Николь Том. Питер Краузе и Дин Кейн сыграли роли Джея и Рика, возлюбленных Андреа и Бренды, соответственно. Марк Кайли сыграл руководителя школьной газеты и наставника Брендона и Андреа, Гила Майерса. Актрисе Дане Бэррон досталась роль Никки Уитт, новой возлюбленной Брендона. Майкл Дюрелл появился в роли доктора Джона Мартина — отца Донны и мужа Фелиции. Дженнифер Грант сыграла Селест — подружку Стива, которую он встретил на игровом шоу.
Четвёртый сезон также представляет много новых персонажей. Дина Мейер сыграла роль обольстительницы Люсинды Николсон — молодой жены профессора, с которой у Брендона начинается роман. Её супруга, профессора Роя Рендольфа сыграл Джейсон Картер. Полу Йоханссону досталась роль старшекурсника Джона Сирса, первой любви Келли, который оказался мерзавцем — позже у Стива возникает с ним конфликт. Трейси Миддендорф сыграла психически неуравновешенную девушку по имени Лора Кингман, с которой Стив изменил Селест. Дэвид Гейл, появившийся в эпизодической роли носильщика в первом сезоне, сыграл Стюарта Карсона — сына миллионера и возлюбленного Бренды, за которого девушка едва не вышла замуж, сбежав в Лас-Вегас. Мэттью Поретта сыграл Дэна Рубина, первого мужчину Андреа, а Марк Деймон Эспиноса исполнил роль бармена Джесси Васкеса, от которого забеременела Андреа. Кроме того, новый сезон познакомил зрителей с отцом Стива, Рашем Сандерсом в исполнении Джеда Аллена. Брук Тайсс сыграла руководителя женской студенческой общины Лесли Самнер, которая скрывает, что она еврейка. Кресс Уилльямс сыграл спортсмена, который узнал о романе Брендона и Люсинды и грозился рассказать об этом её мужу — профессору Брендона. Роль профессора Кори Рендолла сыграл актёр Скотт Полин. Николас Прайор сыграл декана Милтона Арнольда, отца Клэр. Ноули Торнтон и Кэрри Кин сыграли сводную сестру Дилана, Эрику, и её мать Сьюзан Стил, соответственно. Кэри Вюрер сыграла музыкального продюсера, соблазнительницу Эриэл Хантер, с которой Дэвид потерял девственность. Эпизодическая роль подруги Стива, Джилл Флеминг, досталась актрисе Робиа ЛаМорте. Джошуа Бэккетт исполнил роль журналиста-активиста и друга Брендона Джоша Ричленда. Главу одного из женских общежитий Лесли Самнер сыграла Брук Тайсс.
Алан Той появился в сериале в пятом сезоне в роли профессора Патрика Финли, организовавшего собственный культ, под влияние которого после трагедии во время пожара попала Келли. Пейдж Мосс сыграла сумасшедшую девушку Тару Маркс, с которой сблизилась Келли — девушка приглашает Тару пожить в домике на пляже, и вскоре понимает, что Тара хочет убить Келли и занять её место. Каспер Ван Дьен сыграл Гриффин Стоуна, избалованного молодого человека, с которым начинает встречаться Донна, которая не может выбрать между ним и Рэем.
Шестой сезон также представляет новых персонажей. Джейсон Уайлс сыграл старого друга Вэлори, художника Колина Роббинса, у которого начинается роман с Келли. Спортсмена и возлюбленного Донны Джо Брэдли сыграл актёр Кэмерон Бэнкрофт. Эмме Коулфилд досталась роль журналистки-феминистки Сьюзан Китс. Стэнли Камел исполнил роль гангстера Тони Маршетта, виновного в гибели Джека МакКея. Роль его дочери Антонии «Тони» Маршетт сыграла актриса Ребекка Гейхарт. Элиза Донован воплотила образа аферистки Джинджер ЛаМоники — подруги Вэлори.

### Музыкальные гости
В разные годы в сериале в гостевых ролях появились такие группы, как The Cardigans, Дункан Шейк, The Flaming Lips, Wild Orchid (с Ферги в составе), Кристина Агилера, Powerman 5000, The Pretenders, Kara’s Flowers (с Адамом Левином в составе), Monica, Tamia, Эрик Бэнет, Babyface, The Corrs, The Rave-Ups, The Brian Setzer Orchestra, Collective Soul, Simple Minds, Дэйв Коз, Color Me Badd, Брайан МакНайт, Meat Puppets, Кэти Дэннис, The Goo Goo Dolls и др. Кроме того, в одном из эпизодов были использованы фрагменты концерта группы The Rolling Stones.

## Производство

### Начальный этап
В конце 1980-х годов на телевидении царили три теле-гиганта: CBS, NBC и ABC, и руководство канала Fox в лице Барри Диллера хотело найти хит, который поможет им расширить эту тройку лидеров. Популярные молодёжные проекты соперников показали, что на подростков можно ориентироваться как на сильную зрительскую аудиторию, однако на Fox боялись, что они опоздали с выпуском молодёжного шоу. Тогда молодой сценарист Даррен Стар пришёл к руководству со сценарием пилотного эпизода под названием «Класс Беверли-Хиллз» (англ. Class Of Beverly Hills). В свою очередь, руководство обратилось к известному продюсеру Аарону Спеллингу, который прославил ABC многими шоу для взрослой аудитории, включая «Ангелы Чарли», «Лодка любви» и «Остров фантазий». В то же время в карьере самого Спеллинга царило затишье, а многие сомневались, что у именитого продюсера получится вернуть своё громкое имя в новом десятилетии, тем более с материалом, с которым он раньше не работал — молодёжной драмой. Когда к Спеллингу обратились с этим предложением, он был удивлён: «Почему я? Что я знаю о молодёжных шоу?». Несмотря на свои сомнения, Спеллинг взялся за работу и нанял двадцатисемилетнего Стара, автора идеи сериала и будущего создателя хитов «Мелроуз-Плейс» и «Секс в большом городе», в качестве постоянного сценариста. По словам Джоанны Рей, директора по кастингу, она посчитала сценарий пилота «милым, но в нём ничего не происходило». Актёр Джеймс Экхаус также отметил, что был разочарован сценарием пилота, хотя на его взгляд, сценарий следующих серий были гораздо интересней, чем первый.
Стар показал готовый сценарий Спеллингу. Первое, что не понравилось Спеллингу, так это большое количество главных героев — подростков. Последовал вопрос: «А нельзя ли ввести в сюжет побольше взрослых героев?» Но Стар был твёрд: он был уверен, что именно это и сыграет на руку будущему успеху сериала. За советом Аарон обратился к своей дочери-подростку, Тори Спеллинг, спросив, будет ли современным подросткам интересно смотреть такое шоу и получил утвердительный ответ. В конце концов, под напором аргументов Стара Спеллинг дал добро на съёмки первых серий шоу. Вскоре начался кастинг на роли в сериале.

### Производство
Услуги по работе на стадии пост-продакшена на протяжении всех 10 лет осуществляла компания «LaserPacific». Производством шоу на протяжении первых трёх сезонов занималась компания Спеллинга «Torand Productions», которая получила своё название в результате слияния имён детей Аарона — Тори (англ. Tori) и Ренди (англ. Randy).

### Локации
Производство сериала проходило в Калифорнийском округе Ван-Наис. Некоторые съёмочные локации стали ключевыми для сюжета и крайне узнаваемыми среди поклонников шоу — некоторые организовывают целые туры с фотографированием в местах проведения съёмок и посвящают целые сайты.
- Дом Уолшей (англ. Casa Walsh / Walsh Family House). Основное действие сериала происходит здесь. Именно в этом особняке испанского стиля жила семья Уолш, когда переехала из Миннесоты в Беверли-Хиллз. Спустя четыре года Бренда первой покинула дом, уехав учиться в Лондон. Теперь её комнату заняла давняя подруга Уолшей — Вэлери Мэлоун. Спустя ещё один год Джим и Синди уезжают в Гонконг. Тогда Стив становится соседом Брендона. Спустя год после окончания колледжа Брендон оставляет Беверли-Хиллз, и Стив становится полноправным владельцем особняка. Когда он женится на Джанет и у них рождается дочь, дом становится «крепостью» семейства Сандерс-Сосна.
  - В качестве фасада дома Уолшей использован настоящий особняк в Беверли-Хиллз — он находится по адресу 1675 E. Altadena Drive. В пилотном эпизоде в качестве дома Уолшей использовали фасад одного из особняков в частном секторе Брентвуд в Калифорнии.
- Дом Дилана (англ. Dylan's House) — именно здесь немало времени провели Бренда и Келли — в объятиях своего возлюбленного Дилана.
  - В качестве фасада дома Дилана снимали до по адресу 1605 East Altadena Drive, на пересечении Altadena Drive и Porter Avenue (недалеко от дома Уолшей)
- Школа Западного Беверли-Хиллз (англ. West Beverly High) — альма-матер главных героев, которые провели в стенах школы первые три года сериала.
  - Фасад «Старшей Школы Беверли-Хиллз», расположенной в районе 90212, превратился в вымышленную «Школу Западного Беверли». Всего в Беверли-Хиллз три индекса, а самые престижные дома находятся в районе 90210, хотя сама школа расположена по другому адресу — съёмки сцен внутри «Западного Беверли» проходили в «Старшей Школе Торранс» в Калифорнии, где учатся дети из среднего класса. Школа находится по адресу 90501. Здание также превратилось в «Старшую школу Саннидейла» из телесериала «Баффи — истребительница вампиров».
- Калифорнийский университет (англ. California University) — одно из основных мест действия четвёртого и пятого сезонов, после того, как герои заканчивают школу.
  - После окончания школы герои поступили в Калифорнийский университет — съёмки проходили в кампусе «Occidental College» в Игл-Рок в Калифорнии.
- Пляжный домик (англ. Beach House). За всё это долгое время в домике пожило немало человек. Сначала Келли, Донна и Дэвид снимали его вместе, когда поступили в колледж. После того как Донна порывает с Дэвидом, юноша переезжает, а его место занимает Клэр Арнольд. Впоследствии на правах гостей в пляжном домике жило немало героев сериала, среди которых, например, сестра Донны — Джина.
  - Апартаменты Донны и Келли расположены на «Эрмоза-Бич»[69].
- Пляжный клуб Беверли-Хиллз (англ. Beverly Hills Beach Club) — родители почти всех героев сериала являются членами этого клуба. Здесь долгое время работал Брендон, а Андреа была воспитательницей детского сада пляжного клуба.
  - Съёмки сцен «Пляжного клуба» проходили в Санта-Монике на пляже «Песок и море» (англ. Sand & Sea) — его же использовали для съёмок шоу «Спасённые звонком».
- Кафе «Персиковая косточка» (англ. The Peach Pit Cafe) и ночной клуб «После полуночи»/«Сумерки» (англ. Peach Pit After Dark). Нэт Буссичо много лет владел кафе, храня секрет приготовления отличного персикового пирога и бодрящего кофе. С приездом Вэлери рядом с кафе открывается ночной клуб «После полуночи». Сначала хозяйкой клуба была Вэлери. Её партнёрами поочерёдно становились Нэт, Стив, Дэвид и Ноа. В клубе было много именитых гостей — от Дункана Шейка до Кристины Агилеры.
  - Все 10 лет съёмки проходили в павильоне, оборудованном из складского помещения, где по-соседству снимали порнографические фильмы[70]. На той же складской территории проходили съёмки сцен на парковке кафе «Персиковая косточка», а также у входа в ночной клуб «После полуночи» — склады находятся по адресу района №15000 на Калверт-стрит. Вход в ночной клуб до сих пор можно рассмотреть со стороны аллеи. С тех пор эти помещения использовали для съёмок таких шоу, как «Иерихон», в котором гостевую роль исполнил Джеймс Экхаус. До февраля 2010 года сериал «Мелроуз-Плейс», произведённый каналом The CW также снимался в этих павильонах. Кроме того, для съёмок «Персиковой косточки» использовали фасад настоящего ресторана «The Apple Pan» на Пико-бульвар в Лос-Анджелесе — за всю историю сериала были использованы три различных здания. Когда по сюжету в «Косточке» произошёл ремонт в первом сезоне, авторы снимали закусочную «Rose City Diner» в Пасадене.

### Растущая популярность
4 октября 1990 года состоялась премьера первой серии на телевидении — рейтинги первых серий были довольно низкими. Студия решила снять только один сезон, продлив его до 12 эпизодов, а не закрывать сериал сразу же, так как тогда у канала не было материала, которым можно было бы заменить шоу в эфире. Поскольку эпизодам всё равно было суждено выйти в эфир, руководство предприняло попытки вдохнуть новую жизнь в шоу, и пригласило к работе исполнительного продюсера и сценариста Чарльза Розина и его супругу Карен Розин, чтобы те поработали над сценарием шоу. «Когда я посмотрел первые 10 минут пилота — я уснул. Он был таким неправдоподобным. Спеллинг прирождённый продавец, он сказал мне тогда: „Итак, пилот в эфире. Но мы можем сделать лучше“», — вспоминает Чарльз Розин.
Большую популярность сериал приобрёл летом 1991 года при показе второго, «специального летнего» сезона — это отличило шоу от других, ведь в большинстве случаев летом студии повторяли старые эпизоды своих популярных сериалов. Сериал вызвал много критики и неоднократно становился объектом для шуток из-за возраста актёров, большинству из которых было далеко за 20 лет, в то время как они играли подростков. Сериал стали закупать за границей, а фотографии главных героев стали украшать обложки таких журналов, как «Entertainment Weekly», «Rolling Stone», «People», «TV Guide» и многих других.

### Закрытие
С самого начала съёмок сериала сценаристы делали особенный акцент на различных проблемах, с которыми сталкивались Бренда и Брендон, а также их юные друзья. Критики высоко оценили тонкие и блестяще продуманные сценарные ходы и диалоги. Рейтинги неуклонно росли. Но всё изменилось, когда герои открыли новую страницу своей жизни — колледж. Хотя поклонники сериала по-прежнему любили его, а рейтинги оставались довольно высокими, шоу получало неблагоприятные отзывы со стороны критиков-драматургов. Они считали, что расстановка приоритетов в сюжетах сериала поменялась: в нём стали звучать «мыльные» нотки, тем самым разрушая репутацию серьёзного драматического молодёжного сериала.
Критики утверждали, что сериал становится обычной повседневной «мыльной оперой» для подростков, теряя своё первоначальное обаяние. Немаловажную роль сыграл тот факт, что к середине сериала из шоу ушла половина первоначального основного состава, при этом затраты на производство сериала неуклонно росли. Перемены в актёрском составе, а также в съёмочной группе привели к резкому падению рейтингов, и в январе 2000 года студия Fox официально объявила о закрытии сериала. Согласно статье журнала US Weekly в одном из майских выпусков 2000 года, в среднем каждый эпизод десятого сезона смотрело 10 миллионов зрителей, что было несравнимо мало в сравнении с рейтингами первых сезонов.
Последний эпизод вышел в мае 2000 года. Финал сериала привлёк довольно большую зрительскую аудиторию — 25 миллионов, заняв 15-е место в рейтингах недели. Практически весь состав молодых актёров первых сезонов — за исключением Дугласа Эмерсона и Шеннен Доэрти — появился в финале сериала. Габриель Картерис и Тиффани Тиссен также появились в эпизоде.

## Документальные проекты

### Спецвыпуски
За время съёмок шоу, а также на волне популярности сериала, в телевизионный эфир и на видео-носителях, выходили специальные выпуски, рассказывающие об истории создания сериала и содержащие фрагменты интервью с актёрами и авторами сериала:
| |                                               |                  |       |  |  |  |
| 1 | Beverly Hills, 90210: Behind Zip Code         | 18 сентября 1992 | VHS   |  |  |  |
| Данный спец-выпуск выходил исключительно на VHS и не выходил в телевизионный эфир. В программе был представлен обзор биографий основного актёрского состава шоу. |                                               |                  |       |  |  |  |
| |                                               |                  |       |  |  |  |
| 2 | Beverly Hills, 90210: Behind The Scenes       | 26 мая 1993      | 11.40 |  |  |  |
| Этот эпизод вышел в эфир спустя неделю после финала 3 сезона. Кэти Вагнер выступила в роли ведущей, которая взяла интервью у Джейсона Пристли, Шеннен Доэрти, Дженни Гарт, Брайана Остина Грина, Люка Перри, Тори Спеллинг, Габриель Картерис и Иана Зиринга. Позже передача вышла в качестве бонусного материала на VHS-издании двух последних эпизодов 3 сезона — «Graduation» вместе с клипом Shanice «Saving Forever For You». Выходил на DVD-издании сериала «Beverly Hills, 90210: The Complete Series». |                                               |                  |       |  |  |  |
| |                                               |                  |       |  |  |  |
| 3 | 90210: Christmas Special                      | 19 декабря 1994  | 12.30 |  |  |  |
| В передаче рассказывалось о том, как каждый из членов основного актёрского состава 5 сезона планирует провести Рождественские праздники. |                                               |                  |       |  |  |  |
| |                                               |                  |       |  |  |  |
| 4 | The Best Moments Of 90210                     | 24 января 1996   | 11.90 |  |  |  |
| Тори Спеллинг исполнила роль ведущей в первом специальном выпуске, посвящённом первым пяти годам сериала. Интересно, что в выпуске появляется множество сцен с покинувшими шоу Габриель Картерис, Люком Перри, Шеннен Доэрти, Кэрол Поттер и Джеймсом Экхаусом. |                                               |                  |       |  |  |  |
| |                                               |                  |       |  |  |  |
| 5 | Our Favorite Moments                          | 14 октября 1998  | —     |  |  |  |
| Основной актёрский состав, а также Гордон Кёри и Аарон Спеллинг вспомнили свои любимые сцены из эпизодов. Иан Зиринг выступил в роли ведущего, а Тори Спеллинг обсуждала забавные моменты съёмок. Сценарий программы был написан Гарри Борметом и Дэвидом Лифом. Сняли шоу Билл Брэкен и Брэд Лахман. |                                               |                  |       |  |  |  |
| |                                               |                  |       |  |  |  |
| 6 | 90210: The Final Goodbye                      | 10 мая 2000      | —     |  |  |  |
| Этот выпуск был показан за неделю до премьеры двух последних эпизодов сериала. Режиссёром передачи стал Брэд Лахман, а сценарий написал Гарри Бормет. В съёмках приняли участие Аарон Спеллинг, Дженни Гарт, Брайан Остин Грин, Иан Зиринг, Линдсей Прайс, Дэниел Козгров, Тори Спеллинг, Люк Перри и Винсент Янг. Интервью с актёрами, делящимися воспоминаниями о съёмках сериала и эмоциями по поводу его окончания, сопровождаются самыми запоминающимися сценами из шоу и репортажами со съёмочной площадки. Шеннен Доэрти не появляется в этом выпуске, и существует множество версий причины её отказа, но результат тот же — сцены с участием актрисы не появляются в выпуске. Также в выпуске нет и Дугласа Эмерсона. Использованы песни «Things That Make You Go Hmmmm…» в исполнении C+C Music Factory; «No Scrubs» в исполнении TLC, а также «Perfect Memory» из репертуара группы Remy Zero. Выходил на DVD-издании сериала «Beverly Hills, 90210: The Complete Series» и 10-го сезона. |                                               |                  |       |  |  |  |
| |                                               |                  |       |  |  |  |
| 7 | E! True Hollywood Story: Beverly Hills, 90210 | 22 июля 2001     | —     |  |  |  |
| Данный документальный фильм исследует карьерный путь актёров основного состава, а также содержит фрагменты интервью с самими актёрами, сценаристами, продюсерами и критиками. |                                               |                  |       |  |  |  |
| |                                               |                  |       |  |  |  |
| 8 | 10-Year High School Reunion                   | 11 мая 2003      | 7.00  |  |  |  |
| Этот специальный выпуск, посвящённый школьным годам сериала. Режиссёрское кресло вновь занял Брэд Лахман, а сценарий программы опять был написан Гарри Борметом. Первоначальный состав сериала в лице Джейсона Пристли, Шеннен Доэрти, Дженни Гарт, Люка Перри, Иана Зиринга, Габриель Картерис, Кэрол Поттер и Джеймса Экхауса рассказали о том, как проходили съёмки первых трёх сезонов шоу, как все они подружились на съёмках, обсуждали моду сериала, любимые эпизоды, а также самые романтичные сцены. Для шоу были воссозданы декорации гостиной в доме Уолшей, а в обстановке можно заметить фотографию, сделанную в 1990 году. Шеннен рассказывала, как трудно ей было устоять перед привлекательностью её экранного брата Джейсона Пристли, Люк Перри обсуждал свои любовные сцены с Шеннен и Дженни Гарт. На этом шоу было рассказано множество интересных историй и фактов о съёмках сериала в его ранние годы. Интересно, что Шеннен Доэрти впервые появилась в спецвыпуске с того момента, как покинула шоу в конце четвёртого сезона, а Брайан Остин Грин и Тори Спеллинг отказались принимать участие в съёмках шоу из-за Доэрти. Также в выпуске не появился Дуглас Эмерсон, который самым первым покинул сериал. В передаче прозвучали песня «I Will Remember You» в исполнении Сары МакЛахлан, «Young Americans» в исполнении Дэвида Боуи, инструментальная версия «Love Is A Battlefield» из репертуара Пэт Бенатар, а также композиция «Freeze-Frame» в исполнении группы «The J.Geils Band». «Это действительно словно встреча выпускников — прекрасные мгновенья, печальные мгновенья, незабываемые мгновенья…». Выходил на DVD-издании сериала «Beverly Hills, 90210: The Complete Series». |                                               |                  |       |  |  |  |
| |                                               |                  |       |  |  |  |
| 9 | Biography: Beverly Hills, 90210               | 28 сентября 2010 | DVD   |  |  |  |
| Документальный фильм является ретроспективой культовой молодёжной драмы 1990-х, а также фокусируется на многих аспектах, в том числе влияние сериала на такие современные молодёжные проекты, как «Вечеринка для пятерых» и «Сплетница»; а также рассматривает удачный проект, как воскрешение карьеры Аарона Спеллинга и ещё один хит канала «Fox». |                                               |                  |       |  |  |  |
| |                                               |                  |       |  |  |  |
| 10 | Fox 25th Anniversary Special                  | 22 апреля 2012   | 4.3   |  |  |  |
| Специальный выпуск канала «Fox». Сегмент передачи, посвящённый сериалу, длился 3 минуты 15 секунд. Содержит интервью с Шеннен Доэрти, Габриэль Картерис, Джейсоном Пристли и Иайном Зирингом. Не выпускался на DVD. |                                               |                  |       |  |  |  |
| |                                               |                  |       |  |  |  |
| 11 | Where Are They Now?                           | 15 января 2015   | —     |  |  |  |
| Эпизод шоу, рассказывающего о том, чем сейчас занимаются актёры известных проектов. |                                               |                  |       |  |  |  |
| |                                               |                  |       |  |  |  |
| 12 | The Unauthorized Beverly Hills, 90210 Story   | 3 октября 2015   | —     |  |  |  |
| Художественный фильм о съёмках сериала. |                                               |                  |       |  |  |  |
| |                                               |                  |       |  |  |  |
| 13 | Beyond The Headlines: Beverly Hills, 90210    | 3 октября 2015   | —     |  |  |  |
| Документальный фильм о сериале, вышедший в эфире на канале «Lifetime» сразу после премьеры художественного фильма «The Unauthorized Beverly Hills, 90210 Story». |                                               |                  |       |  |  |  |
| |                                               |                  |       |  |  |  |

### Шоу на YouTube
22 апреля 2020 года продюсеры шоу Чарльз Розин и Ларри Моллин вместе с Питом Феррейро запустили YouTube-канал под названием «Beverly Hills Show Podcast» — это видео-конференции, где авторы обсуждают работу над сериалом со своими коллегами и актёрами.

### Подкаст
Осенью 2020 года в честь 30-летия сериала актрисы Дженни Гарт и Тори Спеллинг запустили подкаст «9021OMG» с воспоминаниями о съёмках в шоу — каждый выпуск посвящён отдельному эпизоду сериала.

## Трансляция
| Сезон | Серии | Серии | Даты показа       | Даты показа     |
| Сезон | Серии | Серии | Первая серия      | Последняя серия |
| ----- | ----- | ----- | ----------------- | --------------- |
| 1     | 22    | 22    | октябрь 4, 1990   | май 9, 1991     |
| 2     | 28    | 28    | июль 11, 1991     | май 7, 1992     |
| 3     | 30    | 30    | июль 15, 1992     | май 19, 1993    |
| 4     | 32    | 32    | сентябрь 8, 1993  | май 25, 1994    |
| 5     | 32    | 32    | сентябрь 7, 1994  | май 24, 1995    |
| 6     | 32    | 32    | сентябрь 13, 1995 | май 22, 1996    |
| 7     | 32    | 32    | август 21, 1996   | май 21, 1997    |
| 8     | 32    | 32    | сентябрь 10, 1997 | май 20, 1998    |
| 9     | 26    | 26    | сентябрь 16, 1998 | май 19, 1999    |
| 10    | 27    | 27    | сентябрь 8, 1999  | май 17, 2000    |

### США
Сериал выходил в эфир канала «Fox» с 4 октября 1990 по 17 мая 2000 года. Первые два сезона транслировались в 21:00 по четвергам, остальные — в 20:00 по среда. Повторы шоу — с 1998 по 2005 года — показывали сначала на канале «FX». Затем, до 2013 года, серии выходили каждый день на «SoapNet». До этого времени эпизоды выходили с той же музыкой и в том же монтаже, что и во время премьеры — новые редакции эпизодов представлены на DVD и позднее на платформе «Hulu». Начиная с 2014 года канал «Pop» показывает эпизоды в эфире канала — иногда по два-три подряд.

### В мире

#### СССР и Россия
Премьера в СССР состоялась на Первой программе ЦТ 1 июля 1991 года. Была показана пилотная серия первого сезона с полным дублированным переводом. С 22 сентября 1997 года транслировался на канале СТС в 20:00 и повтором с 23 сентября в 9:30 — были показаны все десять сезонов сериала с полным дублированным озвучиванием. Также канал несколько раз повторял сериал после окончания показа премьерных серий последнего 10-го сезона в декабре 2001 года. Также в 2000—2001 году канал устроил марафон рождественских эпизодов сериала — «Рождество в Беверли-Хиллз» [33], показав шесть тематических эпизодов из 2-7 сезонов шоу. 8 февраля 1999 года состоялась премьера шестого сезона, после которого были показаны седьмой и восьмой сезоны. С 7 июля 2013 года повтор первых сезонов показал телеканал «Ю» и — название сериала в открывающих титрах было написано на русском языке.

### Нумерация эпизодов
При премьерном показе сериала на телевидении и его повторах и показах в других странах пилотный эпизод принято разбивать на два 40-минутных эпизода, хотя на DVD эпизод вышел как полуторачасовой фильм, из-за чего на различных информационных сайтах возникают разногласия с количеством эпизодов в сезоне и в сериале в целом. Встречается также вариант, где сдвоенный пилотный эпизод «Class Of Beverly Hills» называют нулевым эпизодом, а отсчёт начинается с эпизода «The Green Room». В итоге количество эпизодов в первом сезоне по разным источникам варьируется от 21 до 23.
Аналогичная ситуация происходит с несколькими финалами сезонов сериала (с третьего сезона по восьмой и десятый) — хотя они были показаны в один день как два отдельных эпизода, на DVD-издании они вышли одним продолжительным фильмом. Чаще всего на различных информационных ресурсах встречаются две цифры — 288 эпизодов и 293 эпизода. Оба варианта правильны с учётом оригинального показа или видео-релиза сериала. Также в список иногда включают 3 специальных эпизода-ретроспективы, показанных в период трансляции шоу — «The Best Moments Of 90210», «Our Favorite Moments» и «The Final Goodbye» — в итоге количество эпизодов меняется до 296.

## Реакция зрителей

### Критика
На сайте Rotten Tomatoes сериал получил 94 % одобрение от зрителей. Зрительский рейтинг на Metacritic — 8.3; средняя оценка критиков на основе 13 обзоров журналистов — 53 из 100. По состоянию на сентябрь 2021 года, рейтинг сериала на «КиноПоиск» — 7.6, на «Internet Movie Database» — 6.4.
Обозреватель «Los Angeles Times» Говард Розенберг так описывает свои впечатления от пилотного эпизода шоу: «При просмотре 90-минутной серии складывается ощущение, что сидишь у телеэкрана 90 лет»; автор назвал персонажей «шаблонными и ненужными», а сам сериал — «скучным и предсказуемым».

### Рейтинги
| #  | День показа                                  | Сезон     | Рейтинг | Количество зрителей (в млн.) |
| -- | -------------------------------------------- | --------- | ------- | ---------------------------- |
| 1  | Четверг, 21:00 (4 октября 1990 — 7 мая 1992) | 1990-1991 | #88     | N/A                          |
| 2  | Четверг, 21:00 (4 октября 1990 — 7 мая 1992) | 1991-1992 | #48     | N/A                          |
| 3  | Среда, 20:00 (15 июля 1992 — 17 мая 2000)    | 1992-1993 | #42     | N/A                          |
| 4  | Среда, 20:00 (15 июля 1992 — 17 мая 2000)    | 1993-1994 | #41     | N/A                          |
| 5  | Среда, 20:00 (15 июля 1992 — 17 мая 2000)    | 1994-1995 | #46     | 14.7                         |
| 6  | Среда, 20:00 (15 июля 1992 — 17 мая 2000)    | 1995-1996 | #53     | 14.5                         |
| 7  | Среда, 20:00 (15 июля 1992 — 17 мая 2000)    | 1996-1997 | #61     | 13.2                         |
| 8  | Среда, 20:00 (15 июля 1992 — 17 мая 2000)    | 1997-1998 | #59     | 11.4                         |
| 9  | Среда, 20:00 (15 июля 1992 — 17 мая 2000)    | 1998-1999 | #75     | 9.7                          |
| 10 | Среда, 20:00 (15 июля 1992 — 17 мая 2000)    | 1999-2000 | #82     | 8.33                         |

После слабых показателей первого сезона, средний показатель за эпизода превысил 11 % к пятому сезону. Несмотря на негодование поклонников, рейтинги после ухода Шеннен Доэрти в конце четвёртого сезона не сильно упали. Начиная с шестого сезона рейтинги начали падать. Последние высокие показатели были в девятом сезоне, когда с уходом Джейсона Пристли и Тиффани Тиссен, средний показатель за эпизод упал до 6,9 % в период трансляции девятого сезона и 5,9 % в финальном десятом. За всю историю трансляции, самыми рейтинговыми эпизодами — 14,1 % — были финальные серии второго и третьего сезона, а также премьера пятого сезона, отмеченная первым появлением Тиффани Тиссен в роли Валери Мэлоун.
| Сезон | Эпизод                                             | Рейтинг (%) | Примечания                                                  |
| ----- | -------------------------------------------------- | ----------- | ----------------------------------------------------------- |
| 1     | «Home Again»                                       | 9.2         | Финал сезона.                                               |
| 2     | «Wedding Bell Blues»                               | 14.1        | Финал сезона.                                               |
| 3     | «Commencement»                                     | 14.1        | Финал сезона.                                               |
| 4     | «Mr. Walsh Goes To Washington»                     | 13.9        | Финал сезона.                                               |
| 5     | «What I Did On My Summer Vacation & Other Stories» | 14.1        | Премьера сезона, первое появление Тиффани Тиссен.           |
| 6     | «Earthquake Weather»                               | 12.9        |                                                             |
| 7     | «Straight Shooter»                                 | 9.8         |                                                             |
| 8     | «The Wedding»                                      | 10.0        | Финал сезона.                                               |
| 9     | «Brandon Leaves»                                   | 8.1         | Последний эпизод Джейсона Пристли.                          |
| 9     | «You Say Goodbye, I Say Hello»                     | 8.1         | Последнее появление Тиффани Тиссен, возвращение Люка Перри. |
| 10    | «The Penultimate» / «Ode to Joy»                   | 9.6         | Двухчасовой финал сериала.                                  |

### Награды
| Год  | Премия                                        | Статус    | Номинация                                                            | Номинанты |
| ---- | --------------------------------------------- | --------- | -------------------------------------------------------------------- | --- |
| 1991 | Young Artist Awards                           | Номинация | Best New Family Television Comedy Series                             | «Беверли-Хиллз, 90210»                                                                                                   |
| 1991 | Young Artist Awards                           | Победа    | Best Young Actor Supporting or Re-Occurring Role for a TV Series     | Дуглас Эмерсон |
| 1991 | Young Artist Awards                           | Номинация | Best Young Actor Supporting or Re-Occurring Role for a TV Series     | Брайан Остин Грин |
| 1991 | Young Artist Awards                           | Номинация | Best Young Actress Supporting or Re-Occurring Role for a TV Series   | Дженни Гарт |
| 1991 | Young Artist Awards                           | Номинация | Best Young Actress Starring in a New Television Series               | Шеннен Доэрти |
| 1992 | Young Artist Awards                           | Победа    | Outstanding Young Ensemble Cast in a Television Series               | Джейсон Пристли, Шеннен Доэрти, Дженни Гарт, Иан Зиринг, Габриель Картерис, Люк Перри, Брайан Остин Грин и Тори Спеллинг |
| 1992 | Young Artist Awards                           | Номинация | Best Young Actress Starring in a Television Series                   | Шеннен Доэрти |
| 1992 | Young Artist Awards                           | Победа    | Best Young Actor Co-starring in a Television Series                  | Брайан Остин Грин |
| 1992 | Young Artist Awards                           | Победа    | Best Young Actress Co-starring in a Television Series                | Дженни Гарт |
| 1992 | Young Artist Awards                           | Номинация | Best Young Actress Co-starring in a Television Series                | Тори Спеллинг |
| 1993 | Young Artist Awards                           | Победа    | Favorite Young Ensemble Cast in a Television Series                  | Джейсон Пристли, Шеннен Доэрти, Дженни Гарт, Иан Зиринг, Габриель Картерис, Люк Перри, Брайан Остин Грин и Тори Спеллинг |
| 1993 | Young Artist Awards                           | Номинация | Best Young Actor Recurring in a Television Series                    | Кори Тайлер |
| 1993 | Young Artist Awards                           | Победа    | Best Young Actress Recurring in a Television Series                  | Дана Бэррон |
| 1994 | Young Artist Awards                           | Номинация | Best Youth Actress Guest Starring in a Television Show               | Сабрина Уинер |
| 1998 | Young Artist Awards                           | Номинация | Best Performance in a TV Drama Series — Guest Starring Young Actress | Даниэлль Китон |
| 1992 | Golden Globe Award                            | Номинация | Best TV-Series — Drama                                               | «Беверли-Хиллз, 90210»                                                                                                   |
| 1993 | Golden Globe Award                            | Номинация | Best TV-Series — Drama                                               | «Беверли-Хиллз, 90210»                                                                                                   |
| 1993 | Golden Globe Award                            | Номинация | Best Performance by an Actor in a TV-Series — Drama                  | Джейсон Пристли |
| 1995 | Golden Globe Award                            | Номинация | Best Performance by an Actor in a TV-Series — Drama                  | Джейсон Пристли |
| 1992 | TP De Oro                                     | Победа    | Best Foreign Series                                                  | «Беверли-Хиллз, 90210»                                                                                                   |
| 1993 | TP De Oro                                     | Победа    | Best Foreign Series                                                  | «Беверли-Хиллз, 90210»                                                                                                   |
| 1995 | ASCAP Film & Television Music Awards          | Победа    | Top TV Series                                                        | - |
| 1995 | Emmy Award                                    | Номинация | Outstanding Guest Actor in a Drama Series                            | Милтон Берл |
| 1996 | Broadcast Music Incorporated Film & TV Awards | Победа    | BMI TV Music Award                                                   | - |
| 1999 | Teen Choice Awards                            | Номинация | TV — Choice Actress                                                  | Дженни Гарт |
| 2004 | TV Land Awards                                | Номинация | Favorite Greasy Spoon                                                | - |
| 2004 | TV Land Awards                                | Номинация | Favorite Teen Dream — Male                                           | Люк Перри |
| 2006 | TV Land Awards                                | Номинация | Most Happening Greasy Spoon or Hangout                               | - |
| 2007 | TV Land Awards                                | Номинация | Break Up That Was So Bad It Was Good                                 | Люк Перри и Шеннен Доэрти                                                                                                |

### Признание
Журнал «TV Guide» поместил сериал на второе место в списке «Лучших сериалов о школе». Джим Уолш в исполнении Джеймса Экхауса занял 41-е место в списке «50 лучших телевизионных отцов всех времён» (англ. 50 Greatest TV Dads Of All Time) журнала «ТВ Гид» от 20 июня 2004 года. Главная тема заняла 50-е место в списке «50 лучших музыкальных тем телесериалов всех времён» (англ. Top 50 TV Theme Songs Of All-Time) по мнению сайта IGN. Ресурс BuddyTv поставил тему на 43-е место в списке «101 величайшей музыкальной темы на ТВ». «TV Line» поместил сериал на 7-е место в списке «25-ти лучших молодёжных сериалов». «USA Today» включил шоу в список «сериалов 1990-х годов, которые вызовут у вас ностальгию». Высокую оценку сериалу, персонажам и отдельным эпизодам дал журнал «Entertainment Weekly», рассказывающем об индустрии развлечений (преимущественно о кино, телевидении и музыке):
- 50-е место в списке «50 культовых поп-моментов, потрясших индустрию моды» за возвращение в моду мужских бакенбардов[109].

- 20-е место в списке «100 лучших телевизионных шоу за последние 25 лет»[110].

- 15-е место среди «25 лучших музыкальных тем за последние 25 лет»[111].

- Донна и Дэвид попали в список «17 лучших супер-пар телевидения»[112].

- 4-е место в списке «50 лучших телевизионных шоу для подростков за всю историю телевидения»[113].

- 14-е место за эпизод «Spring Dance» первого сезона в списке 15-ти «Лучших сцен телевидения на школьных танцах»[114].

### Пародии
Также сериал пародируется и упоминается в таких фильмах и сериалах, как «Женаты… с детьми», «Спасённые звонком», «Озорные анимашки», «Бивис и Баттхед», «Полный дом», «Бестолковые», «Тусовщики из супермаркета», «Бухта Доусона», «Гриффины», «Больше, чем любовь», «Красавцы», «Осенняя дорога», «Университет», «Американский папаша!», «Больше чем секс», «Робоцып» и др.
Эйдан в исполнении Сэма Уитвера в сериале «Быть человеком» произносит фразу «Donna Martin Graduates» в седьмом эпизоде второго сезона «The Ties That Blind». Вспоминая студенческие годы, главная героиня книги «Жених напрокат» упоминает сериал.

## Ответвления

### Мелроуз-Плейс
В 1993 году Стар и Аарон Спеллинг по следам их успешного детища поставили новый сериал — «Мелроуз-Плейс», действие которого происходит в одном из районов Беверли-Хиллз. В первых эпизодах сериала появляются многие герои оригинального сериала — Келли, Донна, Дэвид и Стив.

### Агентство моделей
Шоу «Агентство моделей» рассказывает о группе девушек-моделей и людях из их окружения — шоу представляло собой спин-офф драмы «Мелроуз-Плейс». В сериале появились Хиллари Майклс (Линда Грей), мать Аманды Вудвард, и модель Сара Оуэнс — оба персонажа появлялись в «Мелроуз-Плейс». Кроме того, Грант Шоу также появился в сериале в гостевой роли Джейка Хэнсона, снявшись в трёх шоу франшизы, включая «Беверли-Хиллз, 90210». Несмотря на сильный актёрский состав, сериал не смог добиться успеха своих предшественников, и был закрыт после первого сезона. Также по телевидению не был показан финальный эпизод, который вышел в эфир во время повтора на кабельном канале E!.

### 90210: Новое поколение
Премьера третьего спин-оффа «90210: Новое поколение» состоялась 2 сентября 2008 года на канале The CW. Сюжет строился вокруг семьи Уилсон, переехавшей из Канзаса в Беверли-Хиллз, чтобы заботиться о бабушке, знаменитой кино-актрисе, страдающей от алкоголизма. В пилотном эпизоде появляется героиня Ханна Цукерман-Васкес (дочь Андреа и Джесси), а подросшая Эйрин Сильвер, сестра Келли Тейлор, становится одной из главных героинь сериала.
В первом сезоне шоу снялись Дженни Гарт, Шеннен Доэрти, Тори Спеллинг, Джо И. Тата и Энн Гилеспи. Джейсон Пристли занял режиссёрское кресло одного из эпизодов, однако на этом его появление в шоу ограничилось.

### Мелроуз-Плейс (2009)
Разработкой пятого спин-оффа под названием «Мелроуз-Плейс» также занялся канал The CW. Сериал представлял собой скорее продолжение, в котором в центре внимания вновь оказываются жители квартирного комплекса в Западном Голливуде, которым владела Сидни Эндрюс — предположительная погибшая героиня оригинального сериала. В любом случае, в пилотном эпизоде Сидни убивают, а основная интрига сериала строится вокруг личности убийцы. Сериал был хорошо принят критиками, но из-за низких рейтингов его закрыли после выхода восемнадцати эпизодов. Кроме новых персонажей, в сериале появились и старые герои в исполнении Томаса Колабро, Хизер Локлир, Дафны Зуниги, Джози Биссет и Лоры Лейтон в роли Сидни.

### БХ90210
27 февраля 2019 года стало известно, что канал FOX заказал первый сезон шоу «БХ90210» из 6 эпизодов, премьера которых состоялась летом — проморолик был опубликован на YouTube на канале студии.

## Продукция

### Гид по сериалу
Компании «Byron Priess Multimedia» и «Wea» выпустили в 1995 году официальный компьютерный CD-ROM-гид по сериалу, под названием «The Beverly Hills 90210 CD-ROM» — диск содержит более 60 различных видео-клипов, 60 скринсейверов, множество различных фото и тестов, а также гид по эпизодам сериала и руководство пользователя.

### Саундтреки
Первый альбом-саундтрек «Beverly Hills 90210: The Soundtrack», состоящий из 12 композиций, звучавших в третьем сезоне, был выпущен 20 октября 1992 года лейблом «Giant Records». Попутно было выпущено 3 сингла исполнителей на песни «The Right Kind of Love», «Saving Forever for You» и «Love Is» с логотипом сериала. Второй альбома «Beverly Hills, 90210: The College Years» поступил в продажу 20 сентября 1994 года после премьеры пятого сезона, а последний альбом «Beverly Hills, 90210: Songs From The Peach Pit» вышел 1 октября 1996 года после премьеры седьмого сезона.

### Косметика
В 1992 году в продажу на рынок США поступило несколько духов для женщин — «Torand» (Селин Мартин), «Vintage» и «Magic».

### Официальный журнал
В 1991 году в США — позднее в Германии, Испании, Италии и других странах — начал издаваться официальный журнал сериала, содержащий интервью с актёрами и создателями, рассказы о съёмках, страницы фан-клуба и многое другое. Выпуск журнала прекратился в 1993 году.

### Куклы
В 1991 году компания «Matel», выпуская кукольную продукцию «Barbie», выпустила пять кукол-персонажей сериала: Брендона, Бренду, Келли, Дилана и Донну. Каждая кукла продавалась отдельно и включала кроме основной одежды, также и пляжный костюм. Кроме того, были выпущены два набора — костюм официанта «Персиковой косточки» для Брендона и брюки с розовой блузкой для Бренды. Также был выпущен подарочный набор из трёх кукол — Брендона, Бренды и Дилана.
Компания также выпустила постер-пазл с портретами Джейсона Пристли и Люка Перри на 500 кусочков и настольную игру.

### Книги
Издательство «HarperPrism» выпустило в США серию из 12 романов — адаптаций эпизодов первых четырёх сезонов. Автор — Мел Гилден, известный писатель, работающий в области молодёжных романов. Часть адаптаций выпускалась в Великобритании издательством «Boxtree Books» — в английскую серию также вошли новые романы «The Beginnings» (новая адаптация пилотного эпизода) и «The French Rival» (о встрече Бренды с бывшей девушкой Дилана из Франции). Три первые книги американской серии опубликованы в России в 1995 году издательским домом «Махаон»[значимость факта?]. 
| Номер | Название             | В оригинале             | Автор       | Дата выхода  | Содержание |
| ----- | -------------------- | ----------------------- | ----------- | ------------ | --- |
| 1     | Беверли Хиллз, 90210 | Beverly Hills, 90210    | Mel Gilden  | Ноябрь 1991  | Адаптация эпизодов «Pilot», «The Green Room», «Every Dream Has Its Price (Tag)» и «The First Time» первого сезона.                              |
| 2     | Никаких тайн         | No Secrets              | Mel Gilden  | Март 1992    | Адаптация эпизодов «Isn’t It Romantic?», «B.Y.O.B.» и «Slumber Party» первого сезона.                                                           |
| 3     | Как попасть на пляж? | Which Way To The Beach? | Mel Gilden  | Июнь 1992    | Адаптация эпизодов «The Party Fish», «Summer Storm» и «Anaconda» второго сезона.                                                                |
| 4     | Фантазии             | Fantasies               | K. T. Smith | Август 1992  | В этой повести герои фантазируют, что с ними будет через несколько лет, сюжет не основан на сценарии эпизодов сериала.                          |
| 5     | За день до Рождества | Tis The Season          | K.T. Smith  | Ноябрь 1992  | Адаптация эпизодов «Chuckie’s Back» и «A Walsh Family Christmas» второго сезона.                                                                |
| 6     | Там, где парни       | Where The Boys Are      | Mel Gilden  | Апрель 1993  | Адаптация эпизодов «Things To Do On A Rainy Day», «Mexican Standoff» и «Wedding Bell Blues» второго сезона.                                     |
| 7     | Два сердца           | Two Hearts              | Mel Gilden  | Февраль 1993 | Адаптация эпизодов «Fire & Ice», «Baby Makes Five» и «Cardio Funk» второго сезона.                                                              |
| 8     | Больше, чем слова    | More Than Words         | Mel Gilden  | Июнь 1993    | Адаптация эпизодов «Misery Loves Company», «The Twins, The Trustee And The Very Big Trip» и «Too Little, Too Late/Paris 75001» третьего сезона. |
| 9     | Летняя любовь        | Summer Love             | Mel Gilden  | Август 1993  | Адаптация эпизодов «Sex, Lies & Volleyball/Photo Fini», «Shooting Star/American in Paris» и «Castles In The Sand» третьего сезона.              |
| 10    | Выпускной класс      | Senior Year             | Mel Gilden  | Ноябрь 1993  | Адаптация эпизодов «A Presumption of Innocence», «Destiny Rides Again» и «Rebel With A Cause» третьего сезона.                                  |
| 11    | Окончание школы      | Graduation Day          | Mel Gilden  | Апрель 1994  | Адаптация эпизодов «A Night To Remember», «Something In The Air» и «Commencement: Parts 1 & 2» третьего сезона.                                 |
| 12    | Школьные узы         | College Bound           | Mel Gilden  | Август 1994  | Адаптация эпизодов «So Long, Farewell, Auf Wiedersehen, Goodbye», «The Girl From New York City» и «The Little Fish» четвёртого сезона.          |

Кроме того, был написан ряд официальных и неофициальных биографий актёров и гидов по сериалу. Первое официальное издание вышло в 1991 году — авторы книги «Beverly Hills, 90210: Exposed» Барт и Нэнси Миллсы посетили съёмочную площадку второго сезона, пообщавшись с актёрами и сценаристами. В разное время выходили неофициальные книги об актёрах и сериалах (несколько — у издательства «Modern Publishing»). В Великобритании было выпущено несколько ежегодников «Beverly Hills, 90210: Official Annual» совместными усилиями издательств «Egmont» и «World International Publishing». Также японские издательства выпустили ряд фото-буклетов и гидов по сериалу. В 2019 году журнал «People» издал спецвыпуск, посвящённый сериалу и его мета-продолжению «БХ90210», а также памяти Люка Перри.

## Выход на DVD
Сериал был полностью издан на DVD, хотя в США и странах Европы выходили VHS и лазерные диски «Beverly Hills 90210: Pilot» и «Beverly Hills 90210: The Graduation». На кассете с финалом третьего сезона также присутствовали дополнительные материалы — интервью Кэти Вагнер с актёрами сериала (позже изданное на DVD), а также музыкальный клип Шанис на песню «Saving Forever For You».

### Посезонные релизы
Каждый сезон издавали на 6 дисках — их выпуск начался в 2006 и завершился в 2010. Часть музыки, использованной в сериале, для выпуска DVD пришлось заменить, так как у производителей сериала закончилась лицензия на использование отдельных композиций. Были заменены такие песни, как «Damn, I Wish I Was Your Lover», «Joyride», «Losing My Religion» и «In The Mood». Из закрывающих титров третьего сезона убрали музыкальные клипы на песни «Saving Forver For You», «The Right Kind Of Love», «Love Is» и «Why». Также, начиная со второго сезона, монтаж нескольких эпизодов претерпел изменения в сравнении с телевизионным оригиналом — были полностью вырезаны некоторые песни в исполнении актёрского состава.
|  | Название                  | Кол-во эпизодов | Кол-во дисков | Регион 1        | Регион 2         | Регион 4         | Бонусы |
|  | ------------------------- | --------------- | ------------- | --------------- | ---------------- | ---------------- | --- |
|  | The Complete First Season | 22              | 6             | 7 ноября 2006   | 15 ноября 2006   | 1 ноября 2006    | • «Beginnings» — интервью с Дарреном Старом • «Meet The Class Of West Beverly Hills» — интервью на съёмочной площадке с Джейсоном Пристли, Люком Перри, Дженни Гарт, Айеном Зирингом и Габриэлль Картерис • «FOX» Behind The Scenes» — репортаж со съёмочной площадки • Комментарии Даррена Стара к эпизодом «Pilot, Part 1» и «Spring Dance» • «Looking Back: The Season One Recap» — главные события персонажей • «Episode Guide» — текстовое описание эпизодов • Трейлеры к другим сериалами |
|  | The Second Season         | 28              | 8             | 1 мая 2007      | 27 июля 2007     | 3 мая 2007       | • «Our Favorite Valentine» — интервью с Кристин Эллиз • «Meet The Walshes» — интервью с Кэрол Поттер и Джеймсом Экхаусом • «Everything You Need To Know About Season 2» (обзор сезона) |
|  | The Third Season          | 29              | 8             | 11 декабря 2007 | 24 марта 2008    | 6 декабря 2007   | • «7 Minutes In Heaven» — главные события сезона • «The World According To Nat» — интервью с Джо И. Тата • «Everything You Need To Know About Season 3» (обзор сезона) |
|  | The Fourth Season         | 31              | 8             | 29 апреля 2008  | 1 сентября 2008  | 5 июня 2008      | «A Look Back» — интервью с Чарльзом Розиным • «The Loves Of Season 4» — интервью с Диной Мэйер, Марком Дэймоном-Эспинозой и Робией ЛаМорте • «Beverly Hills Moms» — интервью с Кэрол Поттер и Кэтрин Кэннон • «Everything You Need To Know About Season 4» (обзор сезона) • «90210 Genre Benders» (шуточные трейлеры «Bad Apples» и «Get The Girl») • «7 Minutes In Heaven» — главные события сезона                                                                                            |
|  | The Fifth Season          | 31              | 8             | 29 июля 2008    | 9 февраля 2009   | 2 октября 2008   | отсутствуют |
|  | The Sixth Season          | 32              | 7             | 25 ноября 2008  | 21 мая 2009      | 2 апреля 2009    | отсутствуют |
|  | The Seventh Season        | 31              | 7             | 7 апреля 2009   | 14 сентября 2009 | 1 октября 2009   | отсутствуют |
|  | The Eighth Season         | 31              | 7             | 24 ноября 2009  | 22 марта 2010    | 6 мая 2010       | отсутствуют |
|  | The Ninth Season          | 26              | 6             | 2 февраля 2010  | 21 июня 2010     | 1 июля 2010      | отсутствуют |
|  | The Final Season          | 27              | 6             | 2 ноября 2010   | 30 августа 2010  | 16 сентября 2010 | специальный выпуск «The Final Goodbye» |

### Сдвоенные релизы
Существует подарочное издание нескольких сезонов, представляющее собой попарный выпуск первых двух сезонов «Беверли-Хиллз, 90210» и сериала «Мелроуз-Плейс» под названием «The Good, The Bad & The Beautiful Pack» с первыми сезонами шоу и «The Good, The Bad & The Beautiful Pack 2» со вторыми соответственно.

### Подарочное издание «Ежегодник»
5 ноября 2013 года в США вышло полное собрание всех 10 сезонов под названием «Beverly Hills, 90210: The Complete Series». В издание вошли все дополнительные материалы одиночных релизов, а также новый бонус-диск: 
- Интервью актёров с ведущей MTV Кэти Вагнер «Beverly Hills 90210: Behind-The-Scenes» (1993) (22:49)
- Специальный выпуск по случаю 10-летия с выхода финала третьего сезона «Beverly Hills 90210: The Reunion» (2003)
- Интервью с создателем шоу Дарреном Старом «Beverly Hills 90210: A Look Back With Darren Star» (2013) (21:28)
- Фрагменты интервью актёров для «Entertainment Tonight» (3:08)

### Издание «Полная коллекция»
18 мая 2021 года в продажу поступило издание «Beverly Hills 90210: The Ultimate Collection», содержащее все 10 сезонов оригинального сериала и первый сезон мета-продолжения «BH90210» (все диски, выпущенные ранее, и бонус-диск из коллекции «DVD Yearbooks 1990—2000»), а также неудачные дубли со съёмок проекта.